# Carijitas
Os Carijitas (em árabe: خوارج,; romaniz.: khawarij; "os que cindiram") foram o primeiro ramo a formar-se no Islão durante a Primeira Guerra Civil Islâmica de 655—661 entre Ali e Moáuia I sobre quem deveria ser o califa. Inicialmente partidários de Ali na contenda, rejeitaram as suas pretensões em 657, opondo-se igualmente às de Moáuia. 
Os Carijitas viriam por sua vez a dividir-se em vários sub-ramos; um deles, o dos Ibaditas, é o único sobrevivente no mundo contemporâneo, englobando a maioria dos muçulmanos do Omã, mas com pequenos núcleos presentes na Argélia (oásis de Mzab), na ilha tunisina de Djerba e em Zanzibar.

## Origens históricas
Após a morte do terceiro califa, Otomão, gerou-se uma disputa em torno de quem deveria ser o novo líder da comunidade muçulmana. Dois homens reclamavam essa dignidade: Ali, primo do profeta Maomé e esposo de sua filha Fátima, e Moáuia I, governador de Damasco e primo do último califa.
Em Julho de 657 as forças de Ali e Moáuia enfrentam-se na batalha de Sifim, sem que nenhum dos lados se consagre vencedor. Moáuia propõe então uma arbitragem que Ali aceita. Esta decisão provoca a revolta de uma parte dos apoiantes de Ali que consideraram essa decisão uma concessão imperdoável, proclamando, de acordo com um verso do Alcorão, que o "julgamento apenas a Deus pertence". O grupo retirou-se para a localidade de Harura, sob a liderança de ibne Uabe. A eles se juntam mais tarde outros dissidentes, quando a arbitragem a que Ali se submeteu se revelou desastrosa.
Na batalha de Naravã, em Julho de 658, o líder carijita ibne Uabe e muitos dos seus seguidores foram mortos por Ali, mas alguns sobrevivem e em 661 um deles, ibn Muljam, assassina Ali na cidade de Cufa. Rejeitando os pretendentes ao califado, assim como os restantes muçulmanos seus seguidores (que passam a ser vistos como infiéis), o grupo passou a ser conhecido como os khawarij ("os que cindiram") e dedicaram-se a partir de então a efectuar ataques. 
Os Carijitas consideravam que qualquer homem, até mesmo um escravo, poderia ser eleito califa, desde que reunisse um elevado carácter moral e religioso, e que era legítimo contestar um poder considerado injusto. Por estas razões tornaram-se apelativos para as tribos de beduínos que se sentiam excluídas das estruturas organizativas do vasto califado árabe liderado pelos Omíadas e também para os maulas, os convertidos ao Islão que não sendo de origem árabe eram por causa disso discriminados e obrigados a pagar elevados impostos.

## Grupos

### Azraquitas
A facção mais radical dos Carijitas nasceu da revolta de Nafibe Alazraque na cidade de Baçorá, a sul do Iraque, em 684. Consideravam como pecadores todos os outros grupos de muçulmanos e advogavam a luta contra o poder instituído, praticando actos de verdadeiro terrorismo político.
Distinguiam-se por duas práticas peculiares: a primeira era uma prova de sinceridade do recém-convertido ao movimento na qual se exigia que este decapitasse um prisioneiro adversário (imtiane) e a segunda constituía o assassinato religioso, que autorizava matar homens, mulheres e crianças fora do grupo (istirde). Entendiam que o território no qual viviam os outros muçulmanos era território de infiéis (dar cafir), onde era permitido pilhar e matar.

### Najadate
Os Najadate constituíam um grupo moderado dos Azraquitas que se desenvolveu na Arábia central. Rejeitavam o assassinato político. Conquistam o Barém em 685, uma parte do Iêmem e penetram no Omã.

### Ibaditas
Devem o seu nome a Abedalá Ibade que viveu em Baçorá no século VII e que rejeitou as posições extremistas dos Azraquitas, conservando no entanto a intransigência moral. Desempenharam um importante papel na queda da dinastia omíada. Em 752, protagonizam uma revolta em Omã, mas foram derrotados. Apesar disso, o carijismo não desaparece daquele território. Em 791 elegem o seu primeiro imame, Aljundala ibne Maçude, na cidade de Nizua. O relativo isolamento de Omã permitiu que o carijismo ali perdurasse até aos nossos dias, apesar das perseguições que lhe foram movidas. 
Durante o período da dinastia abássida o Norte de África foi o principal foco do carijismo ibadita. Um grupo de missionários carijitas ali tinham chegado vindos de Baçorá com o objectivo de pregar a doutrina às populações locais. Tribos berberes aliadas aos Carijitas ibaditas instalam a sua capital em Trípoli em 757. No ano seguinte, os Carijitas conquistam a cidade tunisina de Cairuão, da qual o ibadita de origem iraniana Abederramão ibne Rustão se torna governador. Forma-se então um estado carijita num território correspondente ao que é hoje o noroeste da Líbia, Tunísia e região oriental da Argélia, mas este terá uma vida efémera, sendo destruído em 772 pelos abássidas. Apesar da destruição desta formação política, em 776 ibne Rustão funda um emirado ibadita em Tahert, perto da actual cidade de Tiarete na Argélia, que perdura até 909, ano em que é destruído pelos Fatímidas. No século XI o poder carijita é ainda mais abalado com a invasão do Norte de África pela tribo árabe dos Banu Hilal. Mas o verdadeiro toque de finados ocorreu a partir do século XVI com o domínio otomano.
Os Carijitas do emirado de Tahert fugiram para o sul, acabando por se estabelecer no oásis de Mzab, onde hoje vivem os seus descendentes. A partir de 1011 edificam ali cinco cidades: El Ateuf, Beni Isguen, Melica, Ghardaia, Bu Nura, a que se juntaram no século XVII mais duas, Guerrara e Berriane.